# Otwell (Indiana)
Otwell es un lugar designado por el censo ubicado en el condado de Pike en el estado estadounidense de Indiana. En el Censo de 2010 tenía una población de 434 habitantes y una densidad poblacional de 93,67 personas por km².

## Geografía
Otwell se encuentra ubicado en las coordenadas 38°27′23″N 87°5′46″O / 38.45639, -87.09611. Según la Oficina del Censo de los Estados Unidos, Otwell tiene una superficie total de 4.63 km², de la cual 4.62 km² corresponden a tierra firme y (0.22%) 0.01 km² es agua.

## Demografía
Según el censo de 2010, había 434 personas residiendo en Otwell. La densidad de población era de 93,67 hab./km². De los 434 habitantes, Otwell estaba compuesto por el 97.7% blancos, el 0.69% eran afroamericanos, el 0% eran amerindios, el 0.23% eran asiáticos, el 0% eran isleños del Pacífico, el 0.46% eran de otras razas y el 0.92% pertenecían a dos o más razas. Del total de la población el 2.07% eran hispanos o latinos de cualquier raza.